# Schoenoplectus contortus
Schoenoplectus contortus är en halvgräsart som först beskrevs av Edwin Hubert Eames, och fick sitt nu gällande namn av S.Galen Smith. Schoenoplectus contortus ingår i släktet sävsläktet, och familjen halvgräs. Inga underarter finns listade i Catalogue of Life.